# Sunny Dale
Sunny Dale (* 27. August 1971 als Sonja Schrader in Laatzen) ist eine deutsche Komponistin und Sängerin aus Neustadt am Rübenberge. Ihre bekanntesten Stücke sind die Tauflieder An Deiner Seite, Wir wünschen Dir Liebe und Du bist ein Wunder.

## Leben
Sunny Dale lernte Orgel, Kirchenorgel und Klavier und nahm privaten Gesangsunterricht. 2016 veröffentlichte sie ihr erstes Album Jetzt und hier. 2020 folgte das Album mit Sonne im Herzen, produziert von Bendix Amonat.
Besonders ihre Lieder zur Taufe finden im deutschsprachigen Raum großen Anklang.